# タクネコムギ
タクネコムギは、秋播きコムギの品種の一つである。品種になる前の系統名は北見30号であり、小麦農林115号として命名登録された。また、枯れ上がり時の穂の色調から赤麦とも呼ばれ、略称としてタクネ種という名称も用いられる。

## 概要
北海道立北見農業試験場（現・北海道立総合研究機構農業研究本部北見農業試験場）でコムギの早生品種の育成を目的に開発。「東北118号」と「北系221」を交配して誕生し、1974年に新品種として登録された。当時北海道内全域で栽培可能な初めての早生品種となった。1981年の作付面積は12,274haと、北海道内のコムギ作付面積の13％を占めるまでに至った。名称の「タクネ」は、アイヌ語で「短い」の意味である。また、通称の「赤麦」は、成熟すると穂が他品種に比べて赤色を帯びることによる。

## 衰退
グルテンの質が弱かったことからパンの原料としては向かず、主として醤油醸造用となったこと、また、倒れやすく病気にも弱く、後発の「チホクコムギ」、「ホクシン」といった品種に比べて収量が低かったことなどから、その後作付面積は大きく減少。2001年には約600haまで減少した。その後、醤油醸造用としての需要が増えたことから醤油工場のある石狩地方を中心に微増し、2004年には約1,000haとなっている。

## 復活
まだ北海道内でタクネコムギの栽培が盛んだった頃の1977年、風景写真家の前田真三が、北海道上川郡美瑛町にて、夕日に染まったタクネコムギの畑を撮影し、『麦秋鮮烈』と題して発表した。この作品が前田真三の代表作の一つとなると共に、この作品のような風景を求めて全国から美瑛町へ観光客が訪れるようになった。しかし、美瑛の名が全国に知れ渡るようになる頃には、もはや美瑛町内ではタクネコムギの栽培は行われなくなっていた。
そこで、この『麦秋鮮烈』のような赤麦畑の風景を美瑛に復活させようと、1997年、美瑛町内有志により「赤麦を復活させる会」が発足し、タクネコムギの栽培を開始。1999年夏には赤麦畑の風景が復活した。会は現在では「赤麦を守る会」と改称し、タクネコムギを使った地ビールなどの地場産品も生み出している。